# Jüdischer Friedhof (Malešov)
Koordinaten: 49° 54′ 32,4″ N, 15° 13′ 8,3″ O

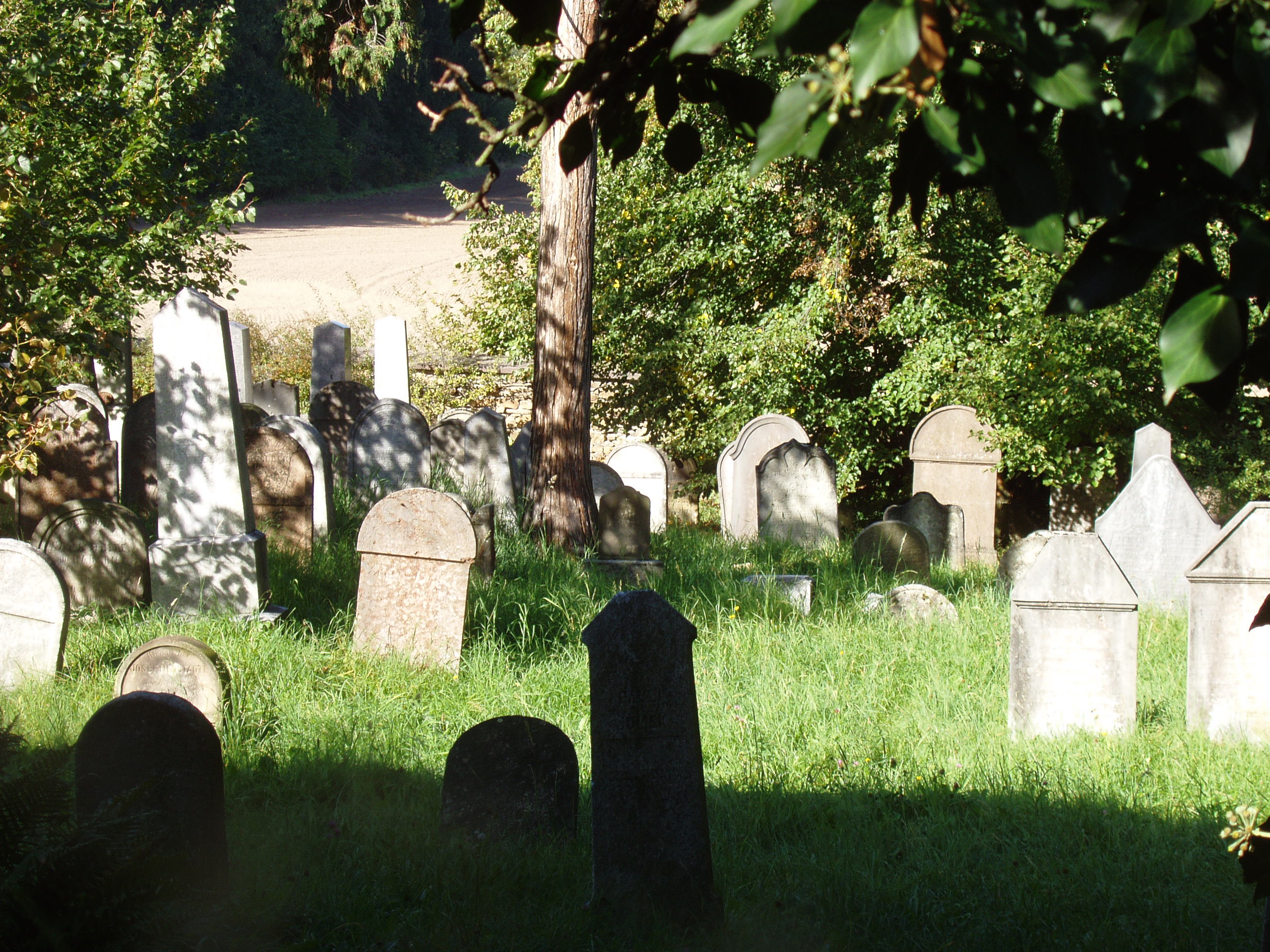
Jüdischer Friedhof in Malešov

Der Jüdische Friedhof in Malešov (deutsch Maleschau), einer tschechischen Gemeinde im Okres Kutná Hora in der Mittelböhmischen Region, wurde im 18. Jahrhundert angelegt. Der jüdische Friedhof westlich des Ortes ist seit 1988 ein geschütztes Kulturdenkmal.
Der jüdische Friedhof in Malešov diente auch den Mitgliedern der jüdischen Gemeinde in Kutná Hora als Begräbnisstätte.
Auf dem 2766 Quadratmeter großen Friedhof sind heute noch mehrere hundert Grabsteine erhalten.